# BA-gänga
BA-gängan är ett gängsystem som beskrevs första gången 1884 och standardiserades 1903 av British Association for Advancement of Science. Den baseras på den schweiziska urmakerigängan Thury-gängan, som är metrisk. Den första tiden kallades denna gänga även Swiss Small Screw Thread System.
Gängprofilen har en flankvinkel på 47,5° vilket är förmånligt för gängning i tunna material.
De olika dimensionerna numreras från 0 (störst) till 26 (minst). Serien är, åtminstone approximativt, utformad som en geometrisk serie, dvs kvoten mellan diametrarna för två på varandra följande nummer ska vara konstant. De grövre dimensionerna är vanliga i bl. a. äldre brittiska bilar, brittiska fordons elsystem (T ex Lucas), Creed fjärrskrivmaskiner, brittiska modellflygmotorer (kompressionsskruven är oftast BA2 på dessa, lätt att förväxla med M5) samt i elektronisk utrustning.  De klenare dimensionerna är vanliga i ur. I några fall finns borrnummer inom parentes. Det är då fråga om alternativa nummer, som förekommer i olika källor. Någon förklaring till avvikelserna är inte känd.
I Sverige är BA-skruvar och BA-muttrar svårfunna. Passande gängtappar och gängsnitt är numera (år 2021) ganska lätta att få tag på i Sverige.
I praktiken används de udda skruvnumren nästan aldrig. Vanligen nöjer man sig med 2BA, 4BA, 6BA och 8BA. För finmekanik tillkommer 10BA, 12BA, 14BA. Dimensioner därunder är på "pincett-nivå" (armbandsur m m).
De borrdimensioner som anges i tabellens kolumn gängning avser förborrning av det hål som ska gängas. Kolumnen frigående avser ogängat hål som lagom ska släppa igenom motsvarande skruv utan onödigt glapp och samtidigt ge skruvhuvudet tillräcklig kant att trycka på.
British Standards Institution (BSI) förklarade 1966 BA-gängan föråldrad, och angav att den skulle ersättas med ISO-gängor.
Inom svenska televerket användes B-gänga som var en efterbildning av BA-gängan. LM Ericsson hade ett "eget gängsystem" påfallande likt BA-systemet, t ex LME 1 som är ett mellanting mellan BA1 och nuvarande Standard M5,5